# رشیکور-لو-شاتو
رشیکور-لو-شاتو (به فرانسوی: Réchicourt-le-Château) یک کمون در فرانسه است که در Canton of Réchicourt-le-Château واقع شده‌است.

## خصوصیات
رشیکور-لو-شاتو ۲۴٫۱۴ کیلومترمربع مساحت و ۵۵۹ نفر جمعیت دارد.